# ジョニー・モネル
ジョニー・モネル（Johnny Monell, 1986年3月27日 - ）は、アメリカ合衆国ニューヨーク州ニューヨーク市ブロンクス区出身の元プロ野球選手（捕手）。右投左打。

## 経歴

### プロ入り前
2005年のMLBドラフト27巡目（全体822位）でサンフランシスコ・ジャイアンツから指名されたが、契約には至らなかった。
2006年のMLBドラフト49巡目（全体1463位）でニューヨーク・メッツから指名されたが、契約には至らなかった。

### プロ入りとジャイアンツ時代
2007年のMLBドラフト30巡目（全体914位）で再びジャイアンツから指名され、6月18日に契約。契約後、傘下のルーキー級アリゾナリーグ・ジャイアンツでメジャーデビュー。28試合に出場して打率.240・3本塁打・19打点・3盗塁の成績を残した。
2008年はルーキー級アリゾナリーグで11試合に出場後、7月にA-級セイラムカイザー・ボルケーノズへ昇格。A-級セイラムカイザーでは43試合に出場して打率.267・5本塁打・25打点・1盗塁の成績を残した。
2009年はA級オーガスタ・グリーンジャケッツでプレーし、91試合に出場して打率.273・8本塁打・44打点・4盗塁の成績を残した。
2010年はA+級サンノゼ・ジャイアンツとAAA級フレズノ・グリズリーズでプレー。A+級サンノゼでは115試合に出場して打率.273・19本塁打・70打点・12盗塁の成績を残した。
2011年はAA級リッチモンド・フライングスクウォーレルズでプレーし、119試合に出場して打率.249・10本塁打・49打点の成績を残した。
2012年はAA級リッチモンドでプレーし、108試合に出場して打率.257・11本塁打・50打点・2盗塁の成績を残した。
2013年、マイナーではAAA級フレズノでプレーし、121試合に出場して打率.275・20本塁打・64打点・6盗塁の成績を残した。9月2日にメジャー初昇格を果たし、9月5日のアリゾナ・ダイヤモンドバックス戦でメジャーデビュー。2点ビハインドの9回裏に代打として出場し、1打数無安打に終わった。この年メジャーでは8試合に出場して打率.125だった。オフの11月27日にDFAとなった。

### オリオールズ傘下時代
2013年11月30日に金銭トレードで、ボルチモア・オリオールズへ移籍した。
2014年3月11日にオリオールズと1年契約に合意。3月19日に傘下のAAA級ノーフォーク・タイズへ異動した。3月24日にスティーブ・ロンバードージー・ジュニアの加入に伴ってDFAとなり、3月28日に40人枠を外れる形でAAA級ノーフォークへ降格した。

### ドジャース傘下時代
2014年5月28日に金銭トレードで、ロサンゼルス・ドジャースへ移籍した。移籍後は傘下のAAA級アルバカーキ・アイソトープスでプレーし、この年は2球団合計で68試合に出場して打率.248・4本塁打・24打点・4盗塁の成績を残した。

### メッツ時代
2014年11月6日にメッツとマイナー契約を結んだ。
2015年シーズンは開幕を傘下のAAA級ラスベガス・フィフティワンズで迎えたが、5月5日に昇格した。最終的には控え捕手として27試合に出場し、打率.167・4打点という成績を記録。また、メジャー初長打となる二塁打2本も放った。守備では12試合でマスクを被り、無失策・DRS + 1という成績を残した。なお、AAA級ラスベガスでは71試合に出場し、打率.324・7本塁打・51打点・6盗塁・盗塁阻止率42%という素晴らしい活躍を見せた。12月18日にDFAとなり、23日に40人枠を外れる形でAAA級ラスベガスへ配属された。
2016年はAAA級ラスベガスに所属しメジャーリーグ昇格はなかった。

### KTウィズ時代
2016年12月10日、韓国プロ野球のKTウィズと契約。
2017年は28試合に出場して 打率.165、2本塁打、9打点と不振を極め、5月20日にウェイバー公示された。

### KT退団後
2018年1月26日にタンパベイ・レイズとマイナー契約を結んだが、3月30日に自由契約となった。
その後、4月13日にメッツとマイナー契約を結んだが、8月4日に現役引退を発表した。

## 詳細情報

### 年度別打撃成績
| 年 度        | 球 団        | 試 合 | 打 席 | 打 数 | 得 点 | 安 打 | 二 塁 打 | 三 塁 打 | 本 塁 打 | 塁 打 | 打 点 | 盗 塁 | 盗 塁 死 | 犠 打 | 犠 飛 | 四 球 | 敬 遠 | 死 球 | 三 振 | 併 殺 打 | 打 率 | 出 塁 率 | 長 打 率 | O P S |
| ------------ | ------------ | ----- | ----- | ----- | ----- | ----- | -------- | -------- | -------- | ----- | ----- | ----- | -------- | ----- | ----- | ----- | ----- | ----- | ----- | -------- | ----- | -------- | -------- | ----- |
| 2013         | SF           | 8     | 9     | 8     | 2     | 1     | 0        | 0        | 0        | 1     | 1     | 0     | 0        | 0     | 0     | 0     | 0     | 1     | 3     | 0        | .125  | .222     | .125     | .347  |
| 2015         | NYM          | 27    | 52    | 48    | 5     | 8     | 2        | 0        | 0        | 10    | 4     | 0     | 0        | 0     | 0     | 4     | 0     | 0     | 13    | 5        | .167  | .231     | .196     | .439  |
| 2017         | KT           | 28    | 105   | 85    | 10    | 14    | 4        | 0        | 2        | 24    | 9     | 2     | 1        | 0     | 2     | 17    | 1     | 1     | 28    | 2        | .165  | .305     | .282     | .587  |
| MLB通算：2年 | MLB通算：2年 | 35    | 61    | 56    | 7     | 9     | 2        | 0        | 0        | 11    | 5     | 0     | 0        | 0     | 0     | 4     | 0     | 0     | 16    | 5        | .161  | .230     | .196     | .426  |
| KBO通算：1年 | KBO通算：1年 | 28    | 105   | 85    | 10    | 14    | 4        | 0        | 2        | 24    | 9     | 2     | 1        | 0     | 2     | 17    | 1     | 1     | 28    | 2        | .165  | .305     | .282     | .587  |

### 背番号
- 12（2013年）
- 19（2015年）
- 24（2017年）